# ГЕС Thurlow
ГЕС Thurlow — гідроелектростанція у штаті Алабама (Сполучені Штати Америки). Знаходячись після ГЕС Yates (45 МВт), становить нижній ступінь каскаду на річці Таллапуса, лівій твірній річки Алабама (дренує південне завершення Аппалачів та після злиття з Томбігбі впадає до бухти Мобіл на узбережжі Мексиканської затоки). При цьому далі по сточищу, вже на самій Алабамі, працює ГЕС Jones Bluff.
В межах проекту річку перекрили бетонною гравітаційною греблею вигнутої форми висотою 19 метрів та довжиною 563 метри, яка потребувала 115 тис. м3 матеріалу. Вона утримує витягнуте по долині Таллапуси на 5 км водосховище Tallassee з площею поверхні 2,3 км² та об'єм 22,8 млн м3, в якому припускається коливання рівня в діапазоні не більш ніж 0,3 метра.
Пригреблевий машинний зал обладнаний трьома турбінами — двома потужністю по 40,5 МВт та однією з показником 10 МВт.